# Phare du Lido-Punta Sabbioni
Le phare du Lido-Punta Sabbioni (en italien : Faro di Porto di Lido (diga nord)) est un phare situé dans le port de la (Ville métropolitaine de Venise en Italie), dans la région de Vénétie. Il est géré par la Marina Militare.

## Histoire
Le phare est situé à l'extrémité de Punta Sabbioni, le mole nord de Porto di Lido au nord de la lagune de Venise, à l'embouchure de la rivière Sile. Ce phare, aussi appelé La Pagode, a été mis en service en 1908.

## Description
Le phare  est un bâtiment de quatre étages surmonté d'une tourelle métallique à claire-voie de 25 m de haut, avec galerie et lanterne. Le bâtiment est peint en carreaux noirs et blancs et la tourelle est peinte en gris métallique. Il émet, à une hauteur focale de 26 m, deux longs éclats blancs de deux secondes toutes les 12 secondes. Sa portée est de 15 milles nautiques (environ 28 km) pour le feu principal et 11 milles nautiques (environ 20 km) pour le feu de veille. Il est aussi équipé d'un feu secondaire vert émettant deux éclats toutes les 8 secondes
Il possède un radar Racon émettant la lettre V en morse audible jusqu'à 6 milles nautiques (environ 11 km).
Identifiant : ARLHS : ITA-... ; EF-4152 - Amirauté : E2480 - NGA : 11516 .

## Caractéristiques dufeu maritime
Fréquence : 12s (W-W)
- Lumière : 2 secondes
- Obscurité : 2 secondes
- Lumière : 2 secondes
- Obscurité : 6 secondes

|                  |
| Lagune de Venise |

|                 |
| Le phare (2005) |

### Lien connexe
- Liste des phares de l'Italie